# Keith Ferguson

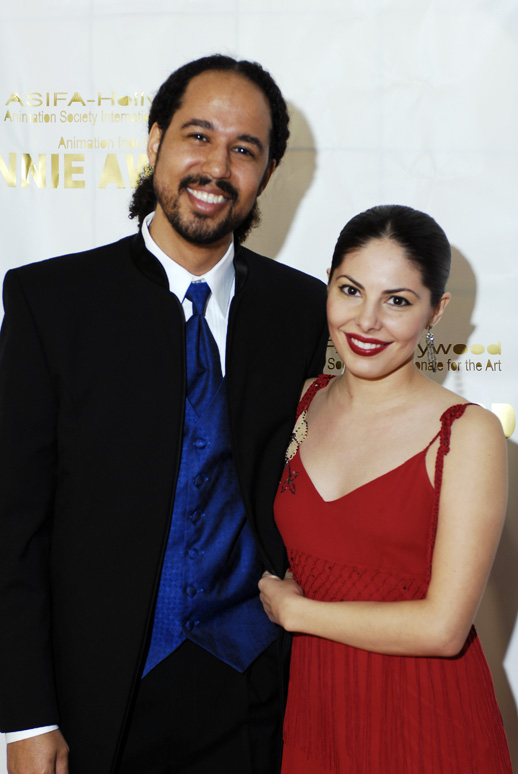
Ferguson en los Annie Awards

Keith James Ferguson (nacido el 26 de febrero de 1972 en Los Ángeles, California) es un actor de voz estadounidense mayormente conocido por la voz del personaje Blooregard Q. Kazoo (más conocido como Bloo) de la serie animada Foster's Home for Imaginary Friends. En el año 2002 también fue responsable de proveer algunas voces en el animé Mirmo!. Además ha participado en otras series animadas como The Grim Adventures of Billy & Mandy y Harvey Birdman, Attorney at Law.
Ferguson antes de llegar a ser actor de voz trabajó dándole voces a personajes de videojuegos, entre los videojuegos en que este participó figuran Final Fantasy XII (voz de Basch), X-Men Legends II: Rise of Apocalypse (voz de Grizzly), Destroy All Humans! (Voces adicionales), Destroy All Humans! 2 (Voz del Sargento Fauxhall) y Neopets: The Darkest Faerie (voz de Gordos). Uno de sus roles más recientes es en la reedición para PlayStation 2 de Kingdom Hearts: Chain of Memories, dando la voz al antagonista principal del juego: Marluxia, también se la dio en el aún más reciente juego Kingdom Hearts 358/2 Days en su versión inglesa. Keith también le dio voz a Reaper, personaje del juego Overwatch, de Blizzard.
Su padre fue un conocido pianista en el sur de California hasta su muerte en el año 1999.